# چسزین
چسزین (به لاتین: Trzeszyn) یک روستای لهستان در لهستان است که در Gmina Karnice واقع شده‌است.